# Olympische Sommerspiele 1900/Teilnehmer (Dänemark)
| Silbermedaillen | Bronzemedaillen | 3. |
| --------------- | --------------- | -- |
| 1               | 3               | 2  |

Dänemark nahm an den Olympischen Sommerspielen 1900 in Paris mit 13 Sportlern in 5 Sportarten teil.

## Medaillengewinner

### Olympiasieger
| Name                                                                          | Sportart  | Wettkampf             |
| ----------------------------------------------------------------------------- | --------- | --------------------- |
| Lars Jørgen Madsen                                                            | Schießen  | Militärgewehr stehend |
| gemischtes Team aus 3 Schweden und Edgar Aabye Eugen Schmidt Charles Winckler | Tauziehen |                       |

### Zweitplatzierte
| Name                 | Sportart | Wettkampf                   |
| -------------------- | -------- | --------------------------- |
| Anders Peter Nielsen | Schießen | Militärgewehr kniend        |
| Anders Peter Nielsen | Schießen | Militärgewehr liegend       |
| Anders Peter Nielsen | Schießen | Militärgewehr, 3 Positionen |

### Drittplatzierte
| Name            | Sportart       | Wettkampf            |
| --------------- | -------------- | -------------------- |
| Peder Lykkeberg | Schwimmen      | Unterwasserschwimmen |
| Ernst Schultz   | Leichtathletik | 400 Meter            |

## Teilnehmer nach Sportart

### Fechten
| Wettkampf | Name                  | Platz     | Runde 1                  | Viertelfinale  | Hoffnungsrunde | Halbfinale     | Finale         |
| --------- | --------------------- | --------- | ------------------------ | -------------- | -------------- | -------------- | -------------- |
| Florett   | Jens Peter Berthelsen | 44 von 60 | ausgeschieden durch Jury | nicht erreicht | nicht erreicht | nicht erreicht | nicht erreicht |

### Leichtathletik
| Wettkampf  | Athlet                | Platz | Vorrunde                 | Halbfinale        | Hoffnungsrunde    | Finale         |
| ---------- | --------------------- | ----- | ------------------------ | ----------------- | ----------------- | -------------- |
| 100 Meter  | Johannes Gandil       | –     | Unbekannt 3., Vorrunde 4 | nicht erreicht    | nicht erreicht    | nicht erreicht |
| 400 Meter  | Ernst Schultz         | 3.    | Unbekannt 2., Vorrunde 2 | nicht ausgetragen | nicht ausgetragen | nicht bekannt  |
| 800 Meter  | Christian Christensen | –     | Unbekannt 5., Vorrunde 1 | nicht ausgetragen | nicht ausgetragen | nicht erreicht |
| 1500 Meter | Christian Christensen | 5.    | nicht ausgetragen        | nicht ausgetragen | nicht ausgetragen | nicht bekannt  |

| Wettkampf    | Athlet           | Platz | Vorrunde          | Finale         |
| ------------ | ---------------- | ----- | ----------------- | -------------- |
| Kugelstoßen  | Charles Winckler | 10.   | nicht ausgetragen | 10,76 Meter    |
| Diskuswerfen | Charles Winckler | 8.    | 32,50 Meter 8.    | nicht erreicht |

### Schießen
| Wettkampf                     | Platz | Athlet                                                                                | Punkte |
| ----------------------------- | ----- | ------------------------------------------------------------------------------------- | ------ |
| Militärgewehr, stehend        | 1.    | Lars Jørgen Madsen                                                                    | 305    |
| Militärgewehr, stehend        | 11.   | Viggo Jensen                                                                          | 277    |
| Militärgewehr, stehend        | 11.   | Anders Peter Nielsen                                                                  | 277    |
| Militärgewehr, stehend        | 22.   | Axel Kristensen                                                                       | 261    |
| Militärgewehr, stehend        | 28.   | Laurids Kjær                                                                          | 238    |
| Militärgewehr kniend          | 2.    | Anders Peter Nielsen                                                                  | 314    |
| Militärgewehr kniend          | 8.    | Lars Jørgen Madsen                                                                    | 299    |
| Militärgewehr kniend          | 13.   | Viggo Jensen                                                                          | 290    |
| Militärgewehr kniend          | 22.   | Laurids Kjær                                                                          | 271    |
| Militärgewehr kniend          | 26.   | Axel Kristensen                                                                       | 260    |
| Militärgewehr liegend         | 2.    | Anders Peter Nielsen                                                                  | 330    |
| Militärgewehr liegend         | 10.   | Viggo Jensen                                                                          | 308    |
| Militärgewehr liegend         | 16.   | Lars Jørgen Madsen                                                                    | 301    |
| Militärgewehr liegend         | 27.   | Laurids Jensen-Kjær                                                                   | 273    |
| Militärgewehr liegend         | 30.   | Axel Kristensen                                                                       | 261    |
| Militärgewehr Drei Positionen | 2.    | Anders Peter Nielsen                                                                  | 921    |
| Militärgewehr Drei Positionen | 5.    | Lars Jørgen Madsen                                                                    | 905    |
| Militärgewehr Drei Positionen | 15.   | Viggo Jensen                                                                          | 875    |
| Militärgewehr Drei Positionen | 28.   | Laurids Kjær                                                                          | 782    |
| Militärgewehr Drei Positionen | 28.   | Axel Kristensen                                                                       | 782    |
| Militärgewehr Mannschaft      | 4.    | Viggo Jensen, Laurids Kjær, Axel Kristensen, Lars Jørgen Madsen, Anders Peter Nielsen | 4265   |

### Schwimmen
| Wettkampf            | Name            | Platz | Sekunden | Meter | Punktzahl |
| -------------------- | --------------- | ----- | -------- | ----- | --------- |
| Unterwasserschwimmen | Peder Lykkeberg | 3.    | 90,0     | 28,50 | 147,0     |

### Tauziehen
| Platz | Athleten | Spiel                         |
| ----- | --- | ----------------------------- |
| 1.    | Edgar Aabye August Nilsson (SWE) Eugen Schmidt Gustaf Söderström (SWE) Karl Gustaf Staaf (SWE) Charles Winckler | gewonnen gegen Frankreich 2:0 |